# 삼성 갤럭시 K 줌
삼성 갤럭시 K 줌(Samsung GALAXY K zoom)은 삼성전자에서 제조/판매하는 안드로이드 스마트폰으로, 갤럭시 S4 줌의 후속 제품이다.
2014년 4월 29일 공개하여, 2014년 5월 31일 출시했다.

## 출시
- 2014년 4월 29일 : 제품 출시[2]

## 색상
- 차콜 블랙
- 쉬머 화이트
- 일렉트릭 블루

## CPU
big.LITTLE 기술이 적용된 삼성전자 엑시노스 5 헥사 (5260)가 사용되었다.
클러스터간 이동(Cluster Migration) 외에도 인커널 스위처 (In Kernel Switcher)와 다른 기종간 다중 처리(Heterogeneous Multi Processing)를 지원하여 상황에 따라 CPU를 1~6개까지 작동시킬수 있게 되어, big.LITTLE을 완벽하게 지원한다.

## 운영 체제 / 소프트웨어

### 안드로이드 4.4 킷캣
안드로이드 OS 4.4.2 킷캣을 탑재하여 출시했다.

## 변형 기종

### 대한민국

#### 갤럭시 줌 2 (SM-C115L)
LG유플러스를 통해 출시되었다.

### 중국

#### SM-C1158
차이나 모바일을 통해 출시되었다.

#### SM-C1116
차이나 유니콤을 통해 출시되었다.